# Southern Nights
| Recensione       | Giudizio                 |
| ---------------- | ------------------------ |
| AllMusic         | [ 1 ]                    |
| Robert Christgau | punteggio di valutazione |
| Sputnikmusic     | B-                       |

Southern Nights è un album discografico di Allen Toussaint, pubblicato dalla casa discografica Reprise Records nell'aprile del 1975.

## Tracce
Lato A
Testi e musiche di Allen Toussaint.
1. Last Train – 2:59
2. Worldwide/Filler – 2:47
3. Back in Baby's Arms – 4:45
4. Country John/Filler – 4:47
5. Basic Lady/Filler – 2:57

Lato B
Testi e musiche di Allen Toussaint.
1. Southern Nights – 3:35
2. You Will Not Lose/Filler – 3:41
3. What Do You Want the Girl to Do? – 3:36
4. When the Party's Over – 2:33
5. Cruel Way to Go Down/Filler – 3:52

## Musicisti
- Allen Toussaint - voce (non accreditato su LP), piano, accompagnamento vocale-coro
- Arthur Neville - organo
- George Porter, Jr. - basso
- Leo Nocentelli - chitarra
- Joseph Modeliste - batteria
- Charles Moore - chitarra
- Alfred Roberts - conga
- Joan Harmon - accompagnamento vocale-coro
- Deborah Paul - accompagnamento vocale-coro
- Sharon Neborn - accompagnamento vocale-coro

Country John
- Teddy Royal - chitarra
- Richy Powell - basso
- Clyde Williams - batteria
- Gary Brown - sassofono
- Clyde Kerr, Jr. - tromba, flicorno
- Steve Howard - tromba
- Lon Price - voce tenore, voce contralto, flauto
- Jim Moore - voce tenore, flauto
- Carl Blouin - voce baritono
- Lester Caliste - trombone

Note aggiuntive
- Allen Toussaint e Marshall Sehorn - produttori (per la Sansu Enterprises, Inc., New Orleans)
- Allen Toussaint - arrangiamenti
- Registrazioni (e mixaggio) effettuate al Sea-Saint Recording Studio di New Orleans, Louisiana (Stati Uniti)
- Ken Laxton e Roberta Grace - ingegneri delle registrazioni
- Ed Thrasher - art direction
- George Stavrinos / Push Pin Studios - illustrazione copertina album
- Bob Merlis - fotografia[6]